# 扬·帕拉赫广场

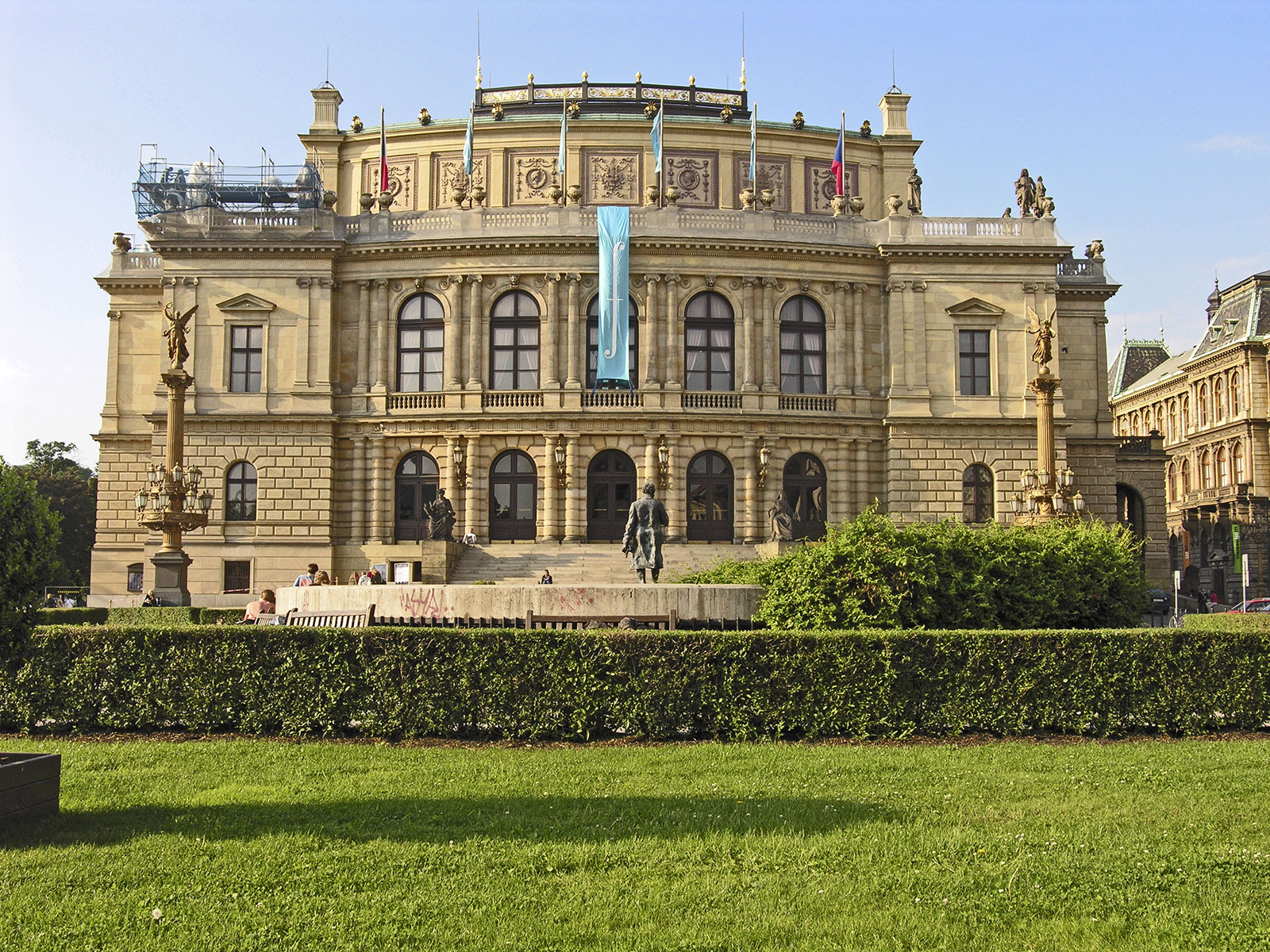
鲁道夫音乐厅和安东尼·德沃夏克雕像

扬·帕拉赫广场，或称杨帕拉广场（捷克語：Náměstí Jana Palacha）是布拉格老城的一个广场。它位于伏尔塔瓦河的右岸，毗邻昔日的约瑟夫城（犹太区）。与旧城其他的广场不同，杨帕拉广场开辟于19世纪末，是旧城最后开辟的一个广场。 

## 名称
这个广场在共产党执政时期，曾用名红军士兵广场（Náměstí Krasnoarmějců），纪念在1945年5月在攻占布拉格期间阵亡的苏联士兵。广场今天的名称曾在1969－1970年短暂地使用过，在1989年12月20日天鹅绒革命之后成为永久名称，用来纪念1969年1月16日以自焚来抗议苏联占领捷克斯洛伐克的学生揚·帕拉赫。

## 建筑
广场的西侧毗邻伏尔塔瓦河。马内斯桥将杨帕拉广场和对岸的布拉格小城连接起来。广场的这一侧还是眺望布拉格城堡、佩特任山和查理大桥的好地点。在其北侧是新文艺复兴风格的鲁道夫音乐厅（1876-1884）。东侧的建筑（1924-1930）是查理大学文学院，而南侧的建筑（1885）属于布拉格艺术、建筑与设计学院。  
在广场的地下有一个大型地下多层停车场，这一设施的地面结构对广场的整体形象略有损害。 这里有两个捷克名人的雕像— 作曲家安东尼·德沃夏克的雕像位于鲁道夫音乐厅前面，而画家约瑟夫·马内斯的雕像靠近河边。

## 交通
前往扬·帕拉赫广场，可以搭乘17路或18路电车，或者布拉格地铁的A线。老城站（Staroměstská）靠近广场的东南角，穿过附近的桥梁则是小城站（Malostranská）。